# Cròniques de la Dragonlance
Cròniques de la Dragonlance és la trilogia principal i inicial de l'escriptora Margaret Weis i l'escriptor Tracy Hickman, traduïda al català per Santi Güell Bosch. Són novel·les de fantasia èpica inspirades en el joc de rol Dungeons&Dragons. L'acció es desenvolupa a Krynn, al continent d'Anslon, 350 anys de l'arribada del Cataclisme, un fenomen que va transformar la geografia de la terra i que va suposar canvis de religions i desaparicions de pobles i ciutats.
La trilogia està composta per:
- Dracs de Tardor, el retorn dels dracs (1984).
- Dracs d'Hivern, la tomba d'Huma (1985).
- Dracs de Primavera, la Reina de la Foscor (1985).

## Resum argumental

### Dracs de Tardor
La història comença amb el retrobament d'un grup d'amics, que cinc anys enrere s'havien separat per cercar indicis de l'existència dels antics déus.
El grup està format per: en Tanis Mig-elf, l'Strum Tallradiant, cavaller de Solàmnia, els germans Raistlin i Caramon Majere, un mag que ara vesteix la túnica roja i un fort i corpulent guerrer, respectivament, en Pedrafoc Forjaroent, un nan, i en Tasslehoff Peudeforme, un kender. A la reunió també hi havia d'assistir la Kitiara, germana del mag i el guerrer, però envia una carta explicant que té compromisos amb el seu nou amo.
Reunits en una taverna contemplen com dos forasters causen un aldarull en ser acusats de blasfemar després de cantar una cançó, en llançar al foc al Summe Teòcrata de la nova religió per defensar-se, aquest comença a cremar però en ser tocat per la bara de la forastera, s'apaguen les flames i es curen màgicament les seves ferides. La vara màgica havia estat cercada pels amos de la nova religió, ja que es tracta d'un intrument màgic de guarició: la vara blava de Mishakal. Els forasters es veuen obligats a fugir i en la seva escapatòria són ajudats pel grup d'amics.
Els forasters resulten ser habitants de les planes, la Lluna d'or, filla del cap de la seva tribu, i en Ventdelriu, el seu promès. Quan en la seva fugida durant la nit travessen un llac, en Raistlin observa com les constel·lacions del Guerrer Valent i la de la Reina de la Foscor, han desaparegut del cel, fet que suposa un mal presagi, ja que significa que han tornat a la terra per lliurar una gran batalla.
Al cap d'uns dies arriben a la ciutat de Xak Tsaroth, després d'enfrontar-se a un grup de draconians i d'haver travessat el Bosc Obscur.
Allà combaten i maten a la draga negra Khisanth, gràcies al poder de la Lluna d'or, i recuperen els Discs de Mishakal, unes escriptures dels déus antics.
En retornar al seu poble, el troben arrasat per un exèrcit de dracs i ocupat per Hogòblins, criatures al servei de la Reina de la Foscor, la deessa Takhisis.
Allà rescaten a l'elf Gilthanas, fill del líder dels elfs de Qualinesti, lloc o en Tanis es va criar de petit. Just després són capturats com a esclaus per l'exèrcit dels enemics, juntament amb una colla de presoners i un vell mag boig anomenat Fizban. L'exèrcit dels dracs té la intenció de portar-los a Pax Tharkas. De camí allà, són alliberats per un grup d'elfs. El grup es dirigeix cap a la ciutat elfa de Qualinesti, on l'Orador, el cap dels elfs decideix que la millor manera de combatre l'exèrcit dels dracs és atacant Pax Tharkas. Mentre es dirigeixen cap allà, troben ferit un humà, l'Eben, que després d'haber lluitat contra un grup de draconians estava estès a terra. El grup utilitza un camí secret subterrani per entrar a Pax Tharkas, amb l'objectiu d'alliberar els presoners que s'hi troben. Allà per tal de convèncer els presoners que es rebel·lin, la Lluna d'Or cura a un buscador anomenat Elistan, mostrant així el poder dels veritables déus. El pla de fugida no acaba de sortir bé, ja que l'Eben els traeix. L'Alt Senyor dels Dracs Verminaard ataca als fugitius i es produeix una batalla amb l'aparició d'una vella draga vermella que custodiava els nens presoners. La draga es pensava que els nens eren els fills que havia tingut una vegada, i que havien mort en antigues guerres. En veure en Verminaard atacar "els seus fills", va anar a defensar-los. La lluita entre els dracs va acabar amb la mort dels dos en xocar contra les roques de la muntanya. Abans però en Verminaard havia caigut del drac i comandava els exèrcits de draconians. Ajudat per la Deessa de la Foscor, Takhisis, tenia controlats amb un encanteri en Caramon, en Raitslin, en Tanis i l'Strum. Amb la vara de la Lluna d'Or es trenca l'encanteri i en Tanis i L'Strum acaben matan en Verminaard. Mentrestant, quan l'Eben intentava fugir capturant en Berem, aquests queden esclafats per un munt de roques despreses. Més endavant, en Tanis i l'Strum veuen de lluny en Berem, cosa que els sembla impossible, ja que no hauria pogut sobreviure a l'accident.

### Dracs d'Hivern
El llibre comença amb l'entrega del Martell de Kharas a la ciutat dels nans, Thorbardin, on es refugien temporalment abans de l'hivern els presos de Pax Tharkas. A la ciutat Elistan s'ha convertit en el cap dels humans, convertint-se en un sacerdot de Paladine. El grup d'amics decideix anar a Tarsis per a buscar un nou lloc pels refugiats i trobar noves formes de combatre l'exèrcit dels dracs i nous coneixements. Tarsis és una ciutat marítima amb un comerç molt importat. Al arribar, comproven amb decepció que el mar ha desaparegut, el mapa proporcionat per en Tasslehoff era molt antic, d'abans del Cataclisme i encar ahi apareixia el port i l'aigua. En arribar a la ciutat la meitat del grup és arrestada per ser forasters. Els capturats són en Tanis, l'Strum, en Caramon i en Raistlin i la Lluna d'Or i en Ventdelriu. Es troben amb una altra arrestada que resulta ser l'Alhana, la princesa elfa que els ajudarà a escapar a la seva terra, Silvanesti, mentre la ciutat de Tarsis és arrasada completament per un exèrcit de dracs, ja que el grup d'en Tanis havia estat espiat i seguit. L'altre grup fuig de la ciutat amb l'ajuda d'uns cavallers de Solàmnia que s'hi trobaven investigant en les biblioteques destruïdes. En arribar a la ciutat,està devastadaper la màgia de l'Orbe de Dracs que en Lorac, rei dels elfs va intentar controlar. En el seu intent va fracassar i l'instrument màgic va acabar destruint-lo a ell i al seu entorn. La màgia produeix un malson que mostra la mort de tots els components del grup menys en Tanis i en Raistlin. En Raistlin es fa més poderós i venç a un drac verd, en Cian Sang-verinosa, i aconsegueix despertar dels malsons. Tots els amics reviuen, i en Raistlin pren el control de l'Orbe. En Lorac acaba morint.
Mentrestant el grup de l'Strum, en Tass, en Pedrafoc, la Laurana, l'Elistan i en Gilthanas han viatjat al mur de gel i han derrotat a l'Alt Senyor dels Dracs de Gel, i li han pres un Orbe de Dracs que tenia.